# Ковбои (фильм, 2015)
«Ковбои» (фр. Les cowboys) — французский фильм 2015 года режиссёра Тома Бидегена. Премьерный показ фильма состоялся 18 мая 2015 в рамках программы Двухнедельника режиссёров на 68-м Каннском кинофестивале. Фильм был номинирован в 4-х категориях на получение кинопремии «Сезар» 2016 года, в том числе за лучший дебютный фильм.

## Сюжет
В октябре 1994 года Ален Болланд, его жена Николь и двое их детей: Жорж, по прозвищу «Малыш», и Келли, проводят время на ярмарке, вдохновляясь романтикой старых вестернов. Ален выходит на сцену и поет перед публикой, собравшейся на «Вальс Теннесси», после чего спускается в зрительный зал где танцует со своей шестнадцатилетней дочерью. Это был их последний совместный танец: не успеет вечер закончиться, как дочь бесследно исчезнет. Ален уверен, что девочку похитили. Волнуясь, он теряет терпение при общении с полицией, которая, по его мнению, слишком медленно работает. Ален даже угрожает семье парня, с которым встречалась его дочь. За пару дней спустя ему приходит письмо, где говорится, что девушка ушла по собственной воле, и не стоит её искать. Но Ален не мирится: ярость и беспокойство за дочь только подстегнут его до начала собственных поисков. Он организует самостоятельное расследование, однако истина, которую он раскроет, ему не понравится.

## В ролях
| Актёр                 | Роль                 |
| --------------------- | -------------------- |
| Франсуа Дамьен        | Ален Болланд         |
| Финнегэн Олдфилд      | Жорж «Малыш» Болланд |
| Агата Дронне          | Николь Болланд       |
| Эллора Торчия         | Шазана               |
| Джон Си Райли         | американец           |
| Антуан Чаппи          | Шарль                |
| Илиана Забет          | Келли Болланд        |
| Мунир Маргум          | Ахмед                |
| Антония Кэмпбелл-Хьюз | Эмма                 |
| Лорэ Кэлами           | Изабелль             |
| Сэм Ловик             | фальсификатор        |
| Дэни Санчез Лопез     | европеец             |